# Hans-Jürgen Börner
Hans-Jürgen Börner (* 16. August 1945 in Göttingen) ist ein deutscher Redakteur, Moderator und Journalist.

## Leben
Er studierte Politische Wissenschaften, Germanistik und Theaterwissenschaften. Nach einem Volontariat bei der Deutschen Wochenschau wurde er Redakteur beim NDR-Fernsehen. Von 1974 bis 1976 leitete er den Aufbau eines Fernsehprogramms im Sultanat Oman, danach wurde er Redakteur und Reporter in der Hauptabteilung Zeitgeschehen des NDR.
Von 1981 bis 1989 war er Korrespondent der ARD in der DDR.  Während dieser Zeit wurde er vom Staatssicherheitsdienst der DDR beschattet, seine privaten Unterhaltungen in seiner Ost-Berliner Dienstwohnung abgehört. Des Öfteren ins Außenministerium der DDR zitiert, musste er sich Rügen erteilen lassen. Man warf ihm zum Beispiel im April 1987 vor, nachdem er über die DDR-Friedensbewegung berichtet hatte, dadurch die Schlussakte von Helsinki missachtet zu haben, sich in die inneren Angelegenheiten der DDR eingemischt, außerdem damit den Weltfrieden gestört sowie die deutsch-deutschen Beziehungen verdorben zu haben. Den Rausschmiss aus der DDR drohte man ihm mehrfach an.
Börner moderierte nach der Wende unter anderem von 1989 bis 1997 die Satiresendung extra 3. Außerdem leitete er nach 1990 die Programmgruppe Aktuelles und Magazine, von 1997 bis 2004 war er stellvertretender Chefredakteur des Programmbereichs Zeitgeschehen beim Norddeutschen Rundfunk. Danach wirkte er am Aufbau der Abteilung Dokumentation und Reportage mit und arbeitete bis zu seiner Pensionierung im Sommer 2008 als Sonderkorrespondent.
Börner entwarf das Konzept für die Sendung DAS! mit Bettina Tietjen.
Börner lebt derzeit in Jesteburg.